# Jose Miguel Arroyo
Jose Miguel Tuason Arroyo, noto anche come Mike Arroyo (Provincia di Negros Occidental, 27 giugno 1946), è un avvocato filippino, marito dell'ex presidente delle Filippine Gloria Macapagal-Arroyo, nonché first gentleman delle Filippine dal 2001 al 2010.

## Biografia
Parente della suora Maria Beatriz del Rosario Arroyo, del senatore Jose Maria Arroyo e del governatore di Iloilo Mariano Arroyo, si sposò con Gloria Macapagal nel 1968 con la quale ebbe tre figli, due maschi e una femmina, due dei quali successivamente diventarono politici.
Quando la moglie nel 2001 divenne presidente delle Filippine, diventando la seconda donna dopo Corazon Aquino, assunse il ruolo di primo gentleman nella storia delle Filippine, in quanto la stessa Corazon era vedova.